# 초 경양왕
초 경양왕(楚 頃襄王, ? ~ 기원전 263년)은 중국 초나라의 제38대 군주(재위: 기원전 298년 ~ 기원전 263년)이다. 성은 미(羋), 씨는 웅(熊), 이름은 횡(橫)이다. 초 회왕의 아들이며, 생모는 정수이다.

## 생애
초 회왕의 적출 아들이며 기원전 303년에 왕태자(王太子)로 책봉되었고 이후 기원전 299년에 부왕 회왕이 진나라의 계략과 조나라의 배신에 휘말려 폐위되자 부왕의 선위를 받는 형식으로써 기원전 299년부터 이듬해 기원전 298년까지 초나라의 대리집정공(代理執政公)을 지내다가 기원전 298년에 초나라 군주로 보위 등극하였으며 기원전 298년부터 기원전 263년에 붕어할 때까지 초나라 제38대 군주로 재위하였고 기원전 296년에 부왕 폐주 웅괴의 상(喪)을 치렀으며 이후 그도 기원전 263년에 붕어하자 아들인 고열왕이 뒤를 이었다.

## 경양왕이 나온 TV작품
- 《굴원》 - 배우 조의
- 《춘신군》 - 배우 예무
- 《미월전》 - 배우 소항
- 《대진제국지굴기》 - 배우 류위
- 《사미인》 - 배우 강진호

| 전 임 아버지 회왕 웅괴 | 제38대 초나라의 군주 기원전 298년 ~ 기원전 263년 | 후 임 아들 고열왕 웅완 |